# 邦阿西楠人

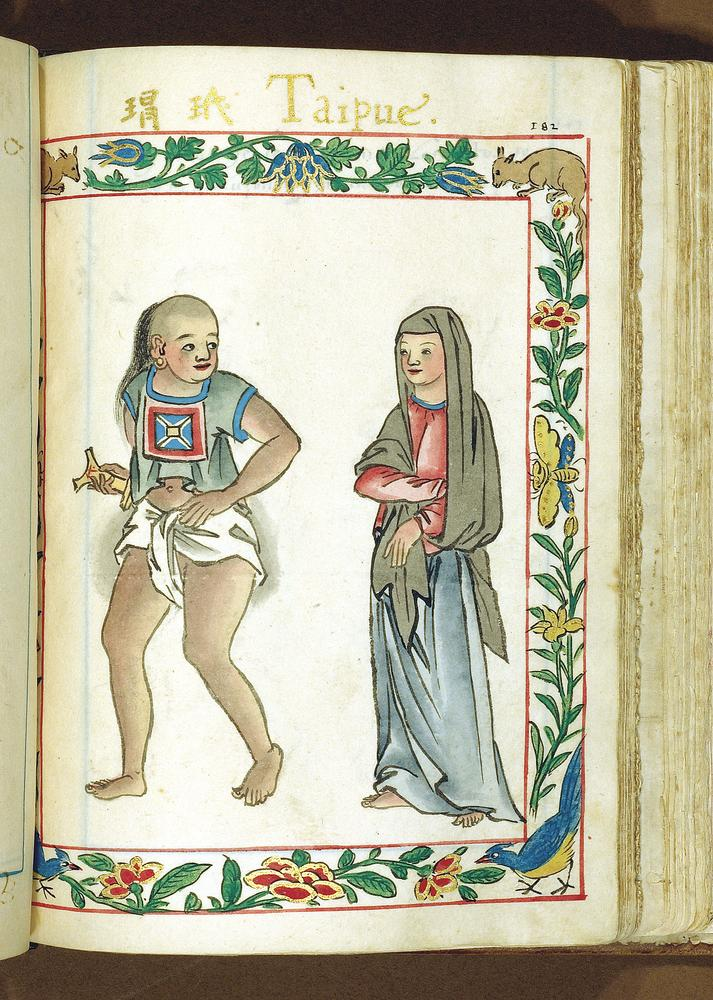
《謨區查抄本》中的插圖

邦阿西楠人，是生活在菲律賓呂宋島北部的民族，在2020年人口有2,012,496人，佔全國人口1.9%，他們主要生活在邦阿西楠省和鄰近的拉乌尼翁省、丹轆省 、三描礼士省、新怡詩夏省和新比斯開省。在菲律賓其他地方和世界各地的海外菲律賓人中也發現較小的群體。
邦阿西楠這個名字的意思是「鹽之地」或「制鹽之地」。
他們從事農業（水稻種植）和手工藝品製作，他們知道籃筐和陶器、珠寶製作，他們也建造船隻。傳統菜餚包括米飯、蔬菜、水果。他們用豬肉和禽肉準備聖誕菜餚。
該族最有名人物是前總統菲德爾·拉莫斯。